# Granulopyrenis
Granulopyrenis — рід грибів родини Pyrenulaceae. Назва вперше опублікована 1991 року.